# 莫戈伊图伊
莫戈伊图伊（羅馬化：Mogoytuy）是俄罗斯外贝加尔边疆区阿加布里亚特区的市级镇、莫戈伊图伊区行政中心，位于阿加河流域内莫戈伊图伊河畔，在阿加布里亚特区行政中心阿金斯科耶东北、边疆区首府赤塔东南方。
该地2021年人口有10,738人；2010年人口10,231；2002年人口8,586；1989年人口7,276。居民以布里亚特人和俄罗斯人为主。